# Círculo de Viena

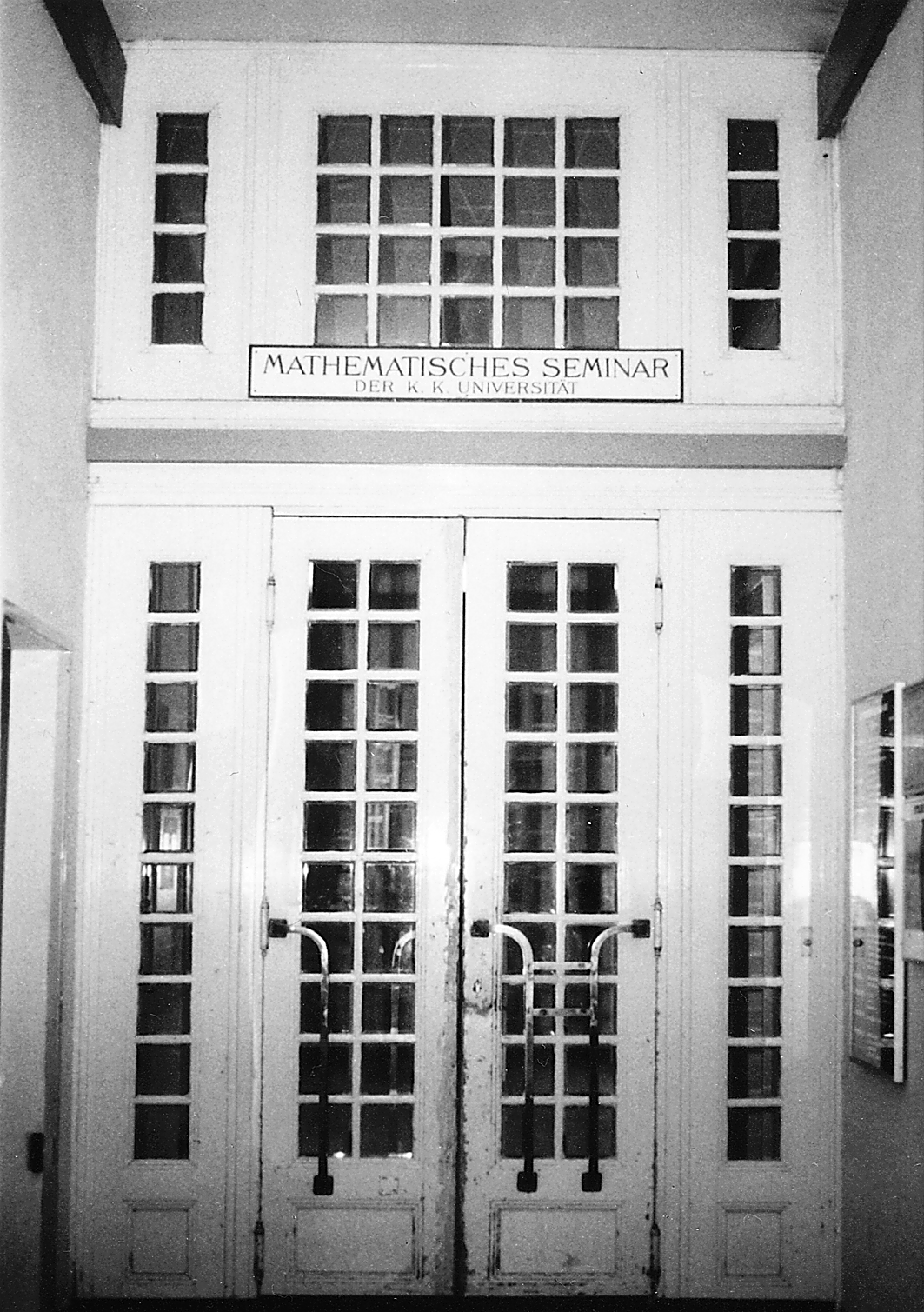
Entrada do seminário de matemática da Universidade de Viena, ponto de encontro do círculo de Viena.

O Círculo de Viena (em alemão Wiener Kreis) foi o nome como ficou conhecido um grupo de filósofos que se juntou informalmente na Universidade de Viena de 1922 a 1936 com a coordenação de Moritz Schlick. Também foi chamado de “Sociedade Ernst Mach” (Verein Ernst Mach) em homenagem a Ernst Mach (Stanford Encyclopedia of Philosophy). Em reuniões semanais procuravam reconceitualizar o Empirismo a partir das novas descobertas científicas e demonstrar as falsidades da Metafísica. Suas atividades cessam quando Schlick é assassinado por um fanático nazista em 1936. 
Seu sistema filosófico ficou conhecido como o "Positivismo Lógico" ou ainda Empirismo Lógico ou Neopositivismo. Os membros do Círculo de Viena tinham uma visão comum da filosofia, que consistia na aplicação das postulações de Ludwig Wittgenstein, expostas em seu Tractatus Logico-Philosophicus, embora Wittgenstein insistisse que o positivismo lógico fosse uma visão errada sobre seus escritos (Wittgenstein & The Vienna Circle. Wiley-Blackwell,1984). A influência do Círculo de Viena na Filosofia do século XX foi imensa. O Círculo de Viena surgiu por uma necessidade de fundamentar a ciência a partir das concepções ou acepções que a Filosofia da Ciência ganhou no século XIX. Até então, a filosofia era vinculada à Teoria do Conhecimento, mas, a partir de Hegel, este vínculo se desfez.
O Círculo de Viena era composto por cientistas que, apesar de atuarem em várias áreas como física, economia, etc., buscaram resolver problemas de fundamento da ciência, problemas estes levantados a partir do descontentamento com os neokantianos (seguidores de Kant) e com o idealismo filosófico (seguidores de Hegel). Schlick, por exemplo, tentou mostrar o vazio dos enunciados sintéticos a priori, de Kant. E por duas vias:
- Se os enunciados têm uma verdade lógica, então eles são analíticos e não sintéticos;
- Se a verdade dos enunciados depende de um conteúdo factual, eles são, portanto, a posteriori e não a priori.
Dessa maneira, Schlick (juntamente com seus companheiros) tentou formular um critério de cientificidade que pudesse ou que tivesse uma correspondência com a Natureza. Por isso, o Círculo de Viena adotou uma forma de empirismo indutivista que se utiliza de instrumentos analíticos como a lógica e a matemática para auxiliar na formação dos enunciados científicos. Tal critério seria, então, o de verificabilidade. Para os pesquisadores do Círculo de Viena os enunciados científicos deveriam ter uma comprovação ou verificação baseada na observação ou experimentação. Isto era feito indutivamente, ou seja, estabeleciam-se enunciados universais (pois a ciência tem pretensão de universalidade) a partir da observação de casos particulares.
O resultado do estabelecimento deste critério surgiu também a partir da concepção de linguagem de Wittgestein que os membros do Círculo de Viena utilizaram. Para ele, o mundo era composto de “fatos” atômicos associados e, assim, expressariam sua realidade. Daí os enunciados gerais poderem ser decompostos em enunciados elementares referentes ou congruentes à Natureza, o que exclui os enunciados metafísicos do processo de conhecimento. Portanto, a indução foi o método utilizado porque, além de proceder experimentalmente, proporcionava um caráter de regularidade que permitia que se emitissem juízos universais. Isto também atesta o caráter anti-metafisico do Círculo de Viena, bem como afirma o procedimento de observação.

## Participantes
Entre os membros proeminentes do Círculo encontram-se Friedrich Waismann, Gustav Bergmann, Hans Hahn, Herbert Feigl, Karl Menger, Ludwig von Bertalanffy, Marcel Natkin, Olga Hahn-Neurath, Otto Neurath, Philipp Frank, Richard von Mises, Rose Rand, Rudolf Carnap, Theodor Radakovic, Tscha Hung, Victor Kraft. Entre os filósofos que frequentaram ocasionalmente o círculo estavam Hans Reichenbach, Kurt Gödel, Carl Hempel, Alfred Tarski, W. V. Quine, e A. J. Ayer (que popularizou a obra do círculo na Inglaterra). Karl Popper, apesar de não ter frequentado as reuniões do Círculo, foi uma figura central na recepção e na análise de suas doutrinas. Por algum tempo, algumas das figuras do grupo encontraram-se regularmente com Ludwig Wittgenstein, embora Wittgenstein não fosse um positivista.

## Quatro Períodos
Mélika Ouelbani descreve que, "apesar do Círculo ter se iniciado no período oficial de 1928 a  1934", respectivamente a data da publicação de duas obras de Carnap, Der Logische Aufbau e Syntax der Sprache, este conheceu quatro períodos: o primeiro, a pré-história do Círculo de Viena, que pode ser contada desde 1907; o segundo entre (1922-1928), de "construção do Círculo", que coincide com a chegada de Hahn e Schlick a Viena; o terceiro período (1928-1934) da publicação da brochura sobre a concepção científica do mundo à fundação da “Sociedade Ernst-Mach”, bem como a inauguração da revista Erkenntnis; a última, o processo de dispersão, com a morte de Hahn em 1934, a partida de Carnap para Harvard e, depois, para Chicago em 1936, o assassinato de Schlick nesse mesmo ano, a partida de Neurath e de Waismann para a Inglaterra em 1938 e a a emigração de Kaufman e de Zilsel para os Estados Unidos e a morte de Zilsel em 1943. Entretanto, justamente esta dispersão proporcionará a divulgação dos trabalhos deste grupo tanto na Inglaterra como nos Estados Unidos.